# Lemahireng (Kemusu)
Lemahireng is een bestuurslaag in het regentschap Boyolali van de provincie Midden-Java, Indonesië. Lemahireng telt 2632 inwoners (volkstelling 2010).